# Język turoyo
Język turoyo – jeden z języków nowoaramejskich, używany przez chrześcijan z okolic Tur Abdin w Turcji oraz ich diasporę na terenie Niemiec, Szwecji i innych krajów. 